# Невесињски корпус ЈВуО
Невесињски корпус (Горски штаб 210) био је корпус Југословенске војске у Отаџбини који је обухватао срез Невесиње, Коњиц, Мостар и Гацко током Другог свјетског рата. Командант корпуса био је мајор Милорад Поповић. Бројно стање корпуса било је око 3.000 бораца, 1943. године.

## Састав корпуса
- Командант: мајор Милорад Поповић
- Начелник штаба: поручник Томо Гузина и Милоје Лазаревић
- Командант среза Невесиње: војвода Петар Самарџић

### Бригаде
- Прва невесињска, командант капетан Милоје Лазаревић
- Друга невесињска, командант капетан Василије Гутић и капетан Владо Зечевић
- Коњичка командант капетан Вељко Реметић, наредник-водник Благоје Златић
- Гатачка, командант поручник Стево Старовић, капетан Михаило Копривица
- Калиновичка, командант капетан Крста Ковачевић
- Мостарска, командант капетан Владимир Милутиновић
- Голијска, командант војвода поп Радојица Перишић